# タブー
タブー（taboo）とは、もともとは未開社会や古代の社会で観察された、何をしてはならない、何をすべきであるという決まり事で、個人や共同体における行動のありようを規制する広義の文化的規範である。語源はポリネシア語の「Tapu (ポリネシア)」である。18世紀末にジェームズ・クックが旅行記において、ポリネシアの習俗を紹介する際に用いたことから西洋社会に伝わり、その後世界各地に同様の文化があることから広まった。禁忌（きんき）という訳語も用いられる。
躾などを通して社会を構成する個々人の道徳の基となっていることも多いが、社会秩序の維持のためとして時の為政者に作為的に利用される危うさも孕んでいる（検閲・自主規制など）。

## 文化人類学でのタブー
ポリネシア語のtabu（もしくはtapu）は前後二つの部分に分けられる。taは徴（しるし）、あるいは徴づけられたもの。buは「強く」を意味する。すなわち「強く徴づけられたもの」を指す。
その社会における聖なるものや俗なるもの、日常と非日常、清浄と穢れなどの対立構造と密接に関連していることが多い。これらの関係性に着目したアプローチに構造主義がある。何がタブーとされるかは文化によって著しく変わってくるが一般に死、出産、生理、食物、貴種、被差別民、魔物、個人の名前はタブーとされることが多い。
すべきである、という場合も、忌避行動をすべきであるという場合が多く、一般的には、禁止として現れる。ここから「禁忌」とも呼ばれる。タブーとされる行動のありようには様々なものが知られており、超自然的な力と関係付けられたり、霊との関係が強調されたりもする。タブーのありようを調べると、未開人や古代の人々が、できごとの生起をどのように捉えていたのか、ものごとの因果をどう把握していたのかが分かることがある。また、世界の存在の原理や、個人や共同体がどのような構造で成立しているのか、文化ごとで独特な世界観の前提が理解できることがある。
タブーとされる行動をなぜ取ってはならないのか、合理的な説明は存在しない場合が多い。しかし、タブーを侵犯すると、どのようなことが起こるとその社会では考えられていたかを調査すると、世界や共同体の存立の根拠とタブーの遵守は密接な関係を持っていることが分かる。
タブーという言葉とその概念は、宗教学的または文化人類学的な研究対象であり、未開人や古代の社会について論じられていた。しかし、タブーは現代社会にも存在していることが認められており、宗教学的なタブーの概念を比喩的に使った表現として「現代のタブー」というものが考えられる一方で、比喩的な意味ではなく、文字通り、現在に生きるタブーの存在も知られている。従って、タブーの現象とは、未開人や古代社会の問題に尽きず、現代の問題でもある。
タブーに関しては文化人類学で説明が試みられてきたが、代表的なものには次のようなものがある。
- デュルケーム流の聖と俗の二元論に基づくとするもの（人間の心理に聖と俗といった観念自体があることは必ずしも否定されないが、あまりにも硬直的な区分であるとする批判がある。）。
- ジェームズ・フレイザーの呪術分類による感染呪術によるとするもの。

これらは初期のものであったが、現在ではファン・ヘネップの通過儀礼研究や後世のメアリー・ダグラス、山口昌男、ヴィクター・ターナーなどの研究により、むしろその境界領域にある両義性や境界性の問題に重点が移りつつある。日本民俗学でいう「ハレ」「ケ」「ケガレ」の議論もその範疇に入るだろう。例えばファン・ヘネップの著『通過儀礼』では分離・過渡・統合の3段階が提示されるが過渡期には「聖と俗」、「死と再生」などの間に境界性が認められるとした。死と再生に関してはフレイザー『金枝篇』などの事例やエリアーデなどによる宗教学の観点から、古くは不可分の関係と捉えられていた事が有力視されつつある。ひとつの宗教圏内においても「正統」とされるキリスト教や仏教の教義では説明できない、地上に留まる霊魂の存在イメージは根強く、重層した基層文化の一部をなしていることが多い。蘇った死者（魂呼ばいなど）に対しても忌避感情がある一方、（生前の）故人や親しい者にとっては蘇生・復活やなんらかの形での存続を願う気持ちを伴うことも珍しくはなく両義的な心情が見出されるであろう。またトリックスターの事例ではしばしば善悪の役割が越えられ境界性が侵犯される。
両義性を象徴する顕著な例には血に関するものが挙げられる。日本においては穢れとして忌避されるが、一方「血の繋がり」「熱血」といった用法からも窺えるように子孫の繁栄や生命力を象徴する場合もある。殺害・屠殺の際のように死をイメージさせるものでもあるが、他方月経や出産のように新生に繋がるものでもあり、両義的な性質を兼ねているといえるだろう。血の象徴とされる赤色についても呪術的用途を持っていたことが窺え、お守りや破魔矢などの色に多用される他、ハレの日に用いられるものであった。また辰砂（朱、丹）は神仙思想における不老長寿の術（錬丹術）に用いられたとされる。血の色が生命力を想起させたのであろう。日本でも大物主神・賀茂別雷神などに関する神話では「丹塗りの矢」は妊娠をもたらす物として描写されている。
キリスト教圏においては、イエスの最後の晩餐におけるパンと葡萄酒を肉体と血になぞらえた故事が知られ、重要な儀式のひとつをなす。これはイエスが受肉によって自ら贖罪を引き受けた死と復活に感謝を捧げ祝福するものである。逆の意味合いを持たされた例としては民間の吸血鬼伝承が挙げられ、これには土葬された死体への恐怖が関わっている。死後最後の審判の日に裁かれるまでに甦ることは、異教的なものと見なされていたのである。
また古代においては生贄を祭壇に捧げる儀式が広く見られ、収穫祭などと共に共同体の繁栄を祝い、祈るものであった。ここにも犠牲からの一種の甦りという死と再生の信仰を見てとることができよう。これらは『金枝篇』、ハイヌウェレ型神話、創造神話の一部（始まりは比喩的に誕生と同一視される）など豊富な事例で裏付けられる。
性に関するタブーも広く見られるものであるが、行為がそのまま自然である動物ではあまり観察されないものであり、自我や意識の認識、社会規範などと深く関係していると思われる。
深層心理学や精神分析は、無意識とその葛藤といった人間の両義性を孕んだ複雑な心理（アンビヴァレンツ）を扱っている。これはジークムント・フロイトによる『トーテムとタブー』などの一連の著作が前提にある。

## 政治体制上のタブー
世界各国で政治体制の維持もしくは転覆を目的とした粛清・虐殺などが歴史的に行われているが、それらはタブーとして扱われている。近年に起こったものは関係者が存命であるためにタブーとしての扱いの度合いは高く、告発などが行われると様々な問題を引き起こすことがある。
タブーとされている事象の例。
- アルメニア人虐殺 - トルコのタブー。1915-1916年。EU加盟に向けてトルコは様々な西欧化を進めているが、この虐殺に関する西欧の反応については常に反発している。
- ナチス・ドイツ - ドイツのタブー。第二次世界大戦期。日本式の挙手をドイツで行うと、ナチス式敬礼と見なされて逮捕される。このため、ドイツやオランダ等では人差し指を指して挙手するのが一般的である。
- 二・二八事件 - 台湾のタブー。1947年。
- 保導連盟事件 - 大韓民国のタブー。1950年。体制側は盧武鉉大統領が2008年に謝罪した。
- 9月30日事件 - インドネシアのタブー。1965年。『アクト・オブ・キリング』『ルック・オブ・サイレンス』というドキュメンタリー映画が作られているが、現政権下においては監督・スタッフは入国もできないであろうと言われている。映画のテロップでは今も被害者側（スカルノ・インドネシア共産党）は名前を出すことが憚られる状況である。
- 三つのT（英語版） ‐ 中国国内で台湾問題（Taiwan）、チベット問題（Tibet）、天安門（Tiananmen）について政治的な意見を言うこと[4]。
  - 天安門事件 - 中華人民共和国のタブー。1989年。2024年現在、中華人民共和国ではこの事件のネット上の情報を見ることが基本的には出来ず、関係する単語を掲載した場合はそのサイトやアカウントが閉鎖される状態にある[5][6]。この事件に関連するものを始め、中国共産党のネット検閲によって検索ができない語句は『敏感词』（敏感詞）と呼ばれる。關鍵詞過濾（中国語版）も参照。
- 政治・宗教・スポーツ - 日本では会話のタブーとしてこの3つが挙げられる。これらの話題は他人の思想や趣旨の根底に触れ易く、その場の雰囲気を乱したり最悪トラブルの原因になり得る為、初対面の者とこの話題にしない方がいいと言われている。
  - このタブー起源は正確には不明だが最も古い文献で確認できるのは『西洋礼式（1884年10月）』の書籍内に「訪問を爲す時政治宗教或は貧富優劣等凡そ事の權衡に係る主意に導く說話を爲す事」と記述が書かれている[7]。

## タブーの対象の例
婉曲に言うもの
- 死
  - 崩御
  - 天に召される
  - 永眠
  - 逝去
  - 鬼籍に入る
  - 世を去る
  - 星になる
  - 他界

触れるのが憚られているもの
- 文化的な禁忌
  - 血・月経・出産
  - 食事の禁忌（食のタブー、カニバリズム・タブー）
  - 避諱（中国や日本で、皇帝・皇族の名前に使われている文字）
  - 近親相姦（インセスト・タブー）
- 暴力や好ましくない行為
  - 強姦
  - 暴行
  - 窃盗
- みだら、ふしだらな行為
  - 性行為
  - 露出
  - 排泄行為の公開